# Паисиево
Паисиево (болг. Паисиево) — село в Болгарии. Находится в Силистренской области, входит в общину Дулово. Население составляет 885 человек.

## Политическая ситуация
В местном кметстве Паисиево, в состав которого входит Паисиево, должность кмета (старосты) исполняет Енвер Сали Осман (Движение за права и свободы (ДПС)) по результатам выборов правления кметства.
Кмет (мэр) общины Дулово — Митхат Мехмед Табаков (Движение за права и свободы (ДПС)) по результатам выборов в правление общины.